# Neuseeländische Cricket-Nationalmannschaft in Indien in der Saison 2021/22
Die Tour der neuseeländischen Cricket-Nationalmannschaft nach Indien in der Saison 2021/22 fand vom 17. November bis zum 6. Dezember 2021 statt. Die internationale Cricket-Tour war Bestandteil der Internationalen Cricket-Saison 2021/22 und umfasste zwei Tests und drei Twenty20s. Die Tests waren Bestandteil der ICC World Test Championship 2021–2023. Indien gewann die Test-Serie 2–0 und die Twenty20-Serie 3–0.

## Vorgeschichte
Beide Mannschaften spielten zuvor beim ICC Men’s T20 World Cup 2021. Während Indien in der Super-12-Runde ausschied, konnte Neuseeland das Finale erreichen unterlag dort jedoch gegen Australien.
Das letzte Aufeinandertreffen der beiden Mannschaften bei einer Tour fand in der Saison 2019/20 in Neuseeland statt.

## Stadien
Die folgenden Stadien wurden für die Tour als Austragungsort vorgesehen.
| Stadion                            | Stadt   | Kapazität | Spiele  |
| ---------------------------------- | ------- | --------- | ------- |
| Sawai Mansingh Stadium             | Jaipur  | 23.185    | 1. T20  |
| Green Park Stadium                 | Kanpur  | 33.000    | 1. Test |
| Eden Gardens                       | Kolkata | 82.000    | 3. T20  |
| Wankhede Stadium                   | Mumbai  | 33.000    | 2. Test |
| JSCA International Stadium Complex | Ranchi  | 39.133    | 2. T20  |

## Kaderlisten
Neuseeland benannte seinen Test-Kader am 4. November und seinen Twenty20-Kader am 16. November 2021.
Indien benannte seinen Twenty20-Kader am 9. November 2021. Es war der erste Kader, nachdem Virat Kohli seine Kapitänsrolle in diesem Format abgab. Der Test-Kader wurde am 12. November 2021 benannt.
| Test | Test | Twenty20 | Twenty20 |
| Indien | Neuseeland | Indien | Neuseeland |
| --- | --- | --- | --- |
| - Virat Kohli (K) - Ajinkya Rahane (K) - Cheteshwar Pujara (VK) - Mayank Agarwal - Ravichandran Ashwin - K. S. Bharat (wk) - Shubman Gill - Shreyas Iyer - Ravindra Jadeja - Prasidh Krishna - Axar Patel - KL Rahul - Wriddhiman Saha (wk) - Ishant Sharma - Mohammed Siraj - Jayant Yadav - Suryakumar Yadav - Umesh Yadav | - Kane Williamson (K) - Tom Latham (VK) - Tom Blundell (wk) - Devon Conway - Kyle Jamieson - Daryl Mitchell - Henry Nicholls - Ajaz Patel - Glenn Phillips - Rachin Ravindra - Mitchell Santner - Will Somerville - Tim Southee - Ross Taylor - Will Young - Neil Wagner | - Rohit Sharma (K) - KL Rahul (VK) - Ravichandran Ashwin - Yuzvendra Chahal - Deepak Chahar - Ruturaj Gaikwad - Shreyas Iyer - Venkatesh Iyer - Avesh Khan - Ishan Kishan (wk) - Bhuvneshwar Kumar - Rishabh Pant (wk) - Axar Patel - Harshal Patel - Mohammed Siraj - Suryakumar Yadav | - Tim Southee (K) - Mitchell Santner (VK) - Todd Astle - Trent Boult - Mark Chapman - Devon Conway - Lockie Ferguson - Martin Guptill - Kyle Jamieson - Adam Milne - Daryl Mitchell - James Neesham - Glenn Phillips - Rachin Ravindra - Tim Seifert (wk) - Ish Sodhi |

## Twenty20 Internationals

### Erstes Twenty20 in Jaipur
| 17. November Scorecard | Jaipur | Neuseeland 164-6 (20)        | – | Indien 166-5 (19.4) |
|                        |        | Indien gewinnt mit 5 Wickets |   |                     |

Indien gewann den Münzwurf und entschied sich als Feldmannschaft zu beginnen. Für Neuseeland konnte Eröffnungs-Batter Martin Guptill zusammen mit dem dritten Schlagmann Mark Chapman eine Partnerschaft über 109 Runs erzielen. Chapman verlor im 14. Over nach 63 Runs sein Wicket und Guptill nach einem Fifty über 70 Runs im 18. Over. Von den verbliebenen Battern konnte nur noch Tim Seifert mit 12 Runs eine zweistellige Run-Zahl erzielen. Die besten Bowler für Indien mit jeweils 2 Wickets waren Ravichandran Ashwin für 23 und Bhuvneshwar Kumar für 24 Runs. Für Indien begannen die Eröffnungs-Batter KL Rahul und Kapitän Rohit Sharma. Rahul verlor nach 15 Runs sein Wickets und wurde durch Suryakumar Yadav ersetzt. Nach einer Partnerschaft über 59 Runs schied Sharma nach 48 Runs aus und ihm folgte Rishab Pant. Yadav erzielte ein Fifty über 62 Runs, bevor er sein Wicket verlor, während Pant mit den verblieben Battern die Vorgabe Neuseelands zwei Bälle vor Schluss einholte und dabei 17* Runs erzielte. Bester Bowler für Neuseeland war Trent Boult mit 2 Wickets für 31 Runs. Als Spieler des Spiels wurde Suryakumar Yadav ausgezeichnet.

### Zweites Twenty20 in Ranchi
| 19. November Scorecard | Ranchi | Neuseeland 153-6 (20)        | – | Indien 155-3 (17.2) |
|                        |        | Indien gewinnt mit 7 Wickets |   |                     |

Indien gewann den Münzwurf und entschied sich als Feldmannschaft zu beginnen. Neuseeland begann mit Martin Guptill und Daryl Mitchell. Guptill verlor nach 31 Runs als erster sein Wicket und wurde gefolgt durch Mark Chapman, der 21 Runs erzielte. Daraufhin gesellte sich Glenn Phillips zu Mitchell. Mitchell schied nach 31 Runs aus und sein Nachfolger Tim Seifert konnte 13 Runs erzielen. Phillips schied im 17. Over aus und konnte dabei 34 Runs beisteuern. Bester Bowler Indiens war Harshal Patel. Bei ihrer Antwort konnten die Eröffnungs-Batter für Indien KL Rahul und Rohit Sharma eine Partnerschaft über 117 Runs erzielen. Rahul erzielte dabei ein Half-Century über 65 und Sharma über 55 Runs. Ihnen folgten Venkatesh Iyer und Rishabh Pant, die mit jeweils 12* Runs die Vorgabe Neuseelands im 18. Over einholen konnten. Bester Bowler für Neuseeland war Tim Southee mit 3 Wickets für 16 Runs. Als Spieler des Spiels wurde Harshal Patel ausgezeichnet.

### Drittes Twenty20 in Kolkata
| 21. November Scorecard | Kolkata | Indien 184-7 (20)          | – | Neuseeland 111 (17.2) |
|                        |         | Indien gewinnt mit 73 Runs |   |                       |

Indien gewann den Münzwurf und entschied sich als Schlagmannschaft zu beginnen. Am Schlag begannen Kapitän Rohit Sharma und Ishan Kishan, die zusammen eine Partnerschaft über 69 Runs erzielten. Kishan schied nach 29 Runs aus und Shreyas Iyer war der nächste der sich an der Seite von Sharma etablieren konnte. Sharma schied nach einem half.Century über 56 Runs aus und wurde gefolgt durch Venkatesh Iyer. Dieser konnte 20 Runs erreichen und nachdem er ausschied, verlor auch Shreyas Iyer kurze Zeit später nach 25 Runs sein Wicket. Harshal Patel (18 Runs) und Deepak Chahar (21* Runs) konnten dann das Innings mit 184 Runs beenden. Bester neuseeländischer Bowler war Mitchell Santner mit 3 Wickets für 27 Runs. Für Neuseeland konnte sich von den Eröffnungs-Battern Martin Guptill etablieren, der jedoch lange keinen Partner fand. Erst mit Tim Seifert konnte eine Partnerschaft aufgebaut werden. Guptill verlor nach einem Fifty über 51 Runs sein Wicket und auch Seifert schied kurz darauf nach 17 Runs aus. Von den verbliebenen Batsman konnte lediglich Lockie Ferguson mit 14 Runs noch eine zweistellige Run-Zahl erreichen. Bester Bowler für Indien war Axar Patel mit 3 Wickets für 9 Runs. Als Spieler des Spiels wurde Axar Patel ausgezeichnet.

## Tests

### Erster Test in Kanpur
| 25. – 29. November Scorecard | Kanpur | Indien 345 (111.1) & 234-7d (81) | – | Neuseeland 296 (142.3) & 165-9 (98) |
|                              |        | Remis                            |   |                                     |

Indien gewann den Münzwurf und entschied sich als Schlagmannschaft zu beginnen. Von den Eröffnungs-Battern konnte sich zunächst Shubman Gill etablieren, der ein Fifty über 52 Runs erzielte, bevor er ausschied. Die wichtigste Partnerschaft des Innings bildeten Shreyas Iyer und Ravindra Jadeja, die beim Stand von 258/4 den ersten Tag beendeten. Am zweiten Tag endete die Partnerschaft nach 121 Runs, als Jadeja nach einem Half-Century über 50 Runs sein Wicket verlor. Iyer konnte sich länger halten und erreichte schlussendlich ein Century über 105 Runs au 171 Bällen. Das Innings endete nach 345 Runs zu Beginn der zweiten Session. Bester Bowler für Neuseeland war Tim Southee mit 5 Wickets für 69 Runs. Für Neuseeland eröffneten Tom Latham und Will Young, die den Tag ohne Wicketverlust beim Stand von 129/0 beenden konnten. Am dritten Tag war Young der erste der sein Wicket nach 89 Runs verlor. Latham konnte länger am Schlag verweilen, jedoch fand er keine Partner und so schied auch er nach 95 Runs aus. Auch von den verbliebenen Schlagmännern konnte sich niemand etablieren und so hatte Neuseeland am Ende des Innings einen Rückstand von 49 Runs. Bester Bowler für Indien war Axar Patel mit 5 Wickets für 62 Runs. Indien verlor in den verbliebenen vern noch früh ein Wicket und beendete den Tag beim Stand von 14/1. Am vierten Tag hatte es auch das indische Team schwer Spieler zu etablieren. Der erste, dem dies erfolgreich gelang, war Shreyas Iyer, der unter anderem mit Wriddhiman Saha einen Partner fand. Iyer schied nach einem Fifty über 65 Runs aus, während Saha 61* Runs erreichte, bevor Kapitän Ajinkya Rahane bei einem Vorsprung von 283 Runs das Innings deklarierte. Beste Bowler für Neuseeland mit jeweils 3 Wickets waren Kylee Jamieson für 40 Runs und Tim Southee für 75 Runs. In den verbliebenen Overn verlor Neuseeland noch ein Wicket und beendete den Tag beim Stand von 4/1. Eröffnungs-Batter Tom Latham konnte sich zunächst etablieren und erzielte bei sehr geringer Run-Rate 52 Runs aus 146 Bällen. Ähnliches gelangen William Somerville mit 36 Runs aus 110 Bällen und Kapitän Kane Williamson mit 24 Runs aus 112 Bällen. Am Ende waren es Rachin Ravindra (18* Runs) und Ajaz Patel (2* Runs) die Neuseeland vor der Niederlage bewahrten und am ende fehlte Indien 1 Wicket als das Spiel auf Grund von schlechten Lichtverhältnissen beendet wurde. Beste Bowler für Indien waren Ravindra Jadeja mit 4 Wickets für 40 Runs und Ravichandran Ashwin mit 3 Wickets für 35 Runs. Als Spieler des Spiels wurde Shreyas Iyer ausgezeichnet.

### Zweiter Test in Mumbai
| 3. – 7. Dezember Scorecard | Mumbai | Indien 325 & 276-7d | – | Neuseeland 62 & 167 |
|                            |        |                     |   |                     |

Indien gewann den Münzwurf und entschied sich als Schlagmannschaft zu beginnen. Für sie begannen Mayank Agarwal und Shubman Gill, wobei Gill nach 44 Runs als erstes ausschied. In der Folge verlor Indien in kurzer Zeit zwei weitere Wickets, bevor Shreyas Iyer Agarwal mit 18 Runs begleitete. Nach dem hereinkommen von Wriddhiman Saha endete der Tag beim Stand von 221/4. Am zweiten Tag verlor Indien im ersten Over zwei Wickets, wobei Saha 27 Runs bis dahin erzielt hatte. Axar Patel konnte mit Agarwal die nächste Partnerschaft aufbauen, bevor Agarwal nach einem Century über 150 Runs aus 311 Bällen sein Wicket verlor. Patel erreichte noch ein Fifty über 52 Runs, bevor auch er ausschied. Das Innings endete nach 325 Runs. Alle Wickets für Neuseeland erzielte Ajaz Patel, der 10 Wickets für 119 Runs erreichte. Es war erst der dritte Spieler nach Jim Laker (1956) und Anil Kumble (1998/99) dem dies im Test-Cricket überhaupt gelang. In ihrer Antwort kollabierte die neuseeländische Batting-Order. Allein Tom Latham mit 10 Runs und Kyle Jamieson mit 17 Runs konnten eine zweistellige Run-Zahl erzielen. So endete das Innings im 29. Over nach nur 62 Runs und einem Rückstand von 263 Runs. Beste Bowler für Indien waren Ravichandran Ashwin mit 4 Wickets für 8 Runs und Mohammed Siraj mit 3 Wickets für 19 Runs. Der indische Kapitän Virat Kohli forderte Neuseeland nicht zum Follow-On auf, und so begann Indien mit ihrem zweiten Innings. Es eröffneten Mayank Agarwal und Cheteshwar Pujara die den tag beim Stand von 69/0 beendeten. Am dritten Tag schied Agarwal nach einem Half-Century über 62 Runs aus und wurde kurze Zeit später gefolgt von Pujara nach 47 Runs. Ihnen folgten Shubman Gill und Virat Kohli, wobei Gill 47 und Kohli 36 Runs erzielen konnte. Von den verbliebenen Battern war es Axar Patel, der noch 41* Runs hinzufügen konnte, bevor das Innings mit einer Vorgabe von 540 Runs für Neuseeland deklariert wurde. Beste Bowler für Neuseeland waren Ajaz Patel mit 4 Wickets für 106 Runs und Rachin Ravindra mit 3 Wickets für 56 Runs. Für Neuseeland konnte Will Young zunächst 20 Runs erzielen, bevor sich Daryl Mitchell etablieren konnte. Dieser fand mit Henry Nicholls einen Partner und zusammen erzielten sie 73 Runs. Mitchell verlor nach einem Fifty über 60 Runs sein Wicket, während Nicholls sich länger am Schlag halten konnte. Der Tag endete beim Stand von 140/5. Am vierten Tag war es Nicholls der nach 44 Runs bei einem Rückstand von 372 Runs das letzte Wicket der Neuseeländer verlor. Beste Bowler für Indien mit jeweils 4 Wickets waren Ravichandran Ashwin für 34 Runs und Jayant Yadav für 49 Runs. Als Spieler des Spiels wurde Mayank Agarwal ausgezeichnet.

## Auszeichnungen

### Player of the Series
Als Player of the Series wurden der folgende Spieler ausgezeichnet.
| Serie   | Player of the Series |
| ------- | -------------------- |
| Test    | Ravichandran Ashwin  |
| Tweny20 | Rohit Sharma         |

### Player of the Match
Als Player of the Match wurden die folgenden Spieler ausgezeichnet.
| Spiel       | Player of the Match |
| ----------- | ------------------- |
| 1. Test     | Shreyas Iyer        |
| 2. Test     | Mayank Agarwal      |
| 1. Twenty20 | Suryakumar Yadav    |
| 2. Twenty20 | Harshal Patel       |
| 3. Twenty20 | Axar Patel          |